# Joži (žensko ime)
Joži je žensko osebno ime.

## Izvor imena
Ime Joži je različica ženskega osebnega imena Jožefa.

## Pogostost imena
Po podatkih Statističnega urada Republike Slovenije je bilo na dan 31. decembra 2007 v Sloveniji število ženskih oseb z imenom Joži: 55.

## Osebni praznik
Ženske osebe z imenom Joži lahko godujejo takrat kot osebe z imenom Jožefa.